# Állásfoglaló ego
Az állásfoglaló ego a pszichoanalitikus ihletettségű Szondi Lipót terminológiájában az egyén azon lélektani struktúrája, mely eldönti a szükséglet tudatosulása után, hogy a szükségletkielégítés végbe mehet-e, és ha igen akkor milyen formában.

## A fogalom indokoltsága
A pszichoanalitikus elmélet szerint a szükségletek (kerülőút nélküli) kielégítődésének folyamata három lépésből áll:
- a szükségletek keletkezése
- a szükségletek tudatosulása (avagy a szükségleti tudat megléte)
- az állásfoglaló ego engedélye a kielégülésre

A pszichoanalitikus elmélet szerint a szükségletek kielégítésének folyamata a második és harmadik lépésnél is elakadhat. A harmadik lépésnél való elakadás esetei közé olyanok tartoznak, ahol nyílt hezitálás áll be az egyén részéről a szükségleti tárgy megközelítése, vagy tőle való távolodás lehetőségei közé. Ennek példái:
- koegzisztáló szükséglet miatti hezitálás (bizonyos esetekben például egy focimeccs végigdrukkolása további, hasonlóan fontos szükségletek kielégítésétől foszthatja meg az egyént)
- lelkiismereti okok miatti hezitálás (például a kihasznált embereknek jól eshet a másik irányába kifejezni dühös, agresszív érzéseiket, amiknek extrém fajtái már az állásfoglaló ego tiltása alá eshetnek, mert erkölcstelenek)
- félelem miatti hezitálás (például egy lelkiismereti nyomás alatti bűnelkövető félhet megvallani bűnét a hatóságok előtt)

## Az állásfoglaló ego mérése
Az állásfoglaló ego beállítottságának mérésére a Szondi-teszt által nyílik lehetőség, melynek "k" ösztöntényezője ad támpontot arra nézve, hogy a tudatosult szükségletek fogják-e a szükségleti tárgy megközelítése felé motiválni a személyt, vagy lemondás által inkább távolodni fog-e tőle.